# Fraisse-Cabardès
Fraisse-Cabardès es una comuna francesa situada en el departamento de Aude, en la región de Occitania.

## Demografía
| 134 | 119 | 68 | 81 | 97 | 109 | 105 |
| Para los censos de 1962 a 1999 la población legal corresponde a la población sin duplicidades (Fuente: INSEE [Consultar]) |     |    |    |    |     |     |